# Восточный зуёк
Восточный зуёк (лат. Anarhynchus veredus) — вид птиц из семейства ржанковых. Каспийский зуёк является близким родственником восточного.

## Описание
У взрослых самцов в брачном наряде передняя часть головы,  горло и передняя часть темни белые; задняя часть темени серо-коричневая, также как и шея, и спина; брюшко белое, с узкой черной полосой, а затем широкой каштановой грудной полосой, переходящей в белое горло. У самок, молодых и не размножающихся самцов обычно верхняя сторона тела серо-коричневая, брюшко белое; бледное лицо с белой полосой над глазом. Длина 21–25 см; размах крыльев 46–53 см; вес 95 г. Среди остальных зуйков Charadrius эта птица выделяется относительно крупными размерами, большей длинноногостью и длиннокрылостью.

## Распространение
Размножаются в Монголии, восточной части России и Китае (в Маньчжурии).
90 % популяции зимуют в Австралии. Также восточные зуйки зимуют в Индонезии и на Новой Гвинее (редко).
Пути миграции пролегают через Китай и Юго-Восточную Азию. Имели место залёты в Новую Зеландию и Европу.

## Природоохранный статус
МСОП присвоил виду статус LC.